# Виля Клара
 Тази статия е за града в Аржентина.  За провинцията на Куба вижте Виля Клара (провинция).  
Виля Клара (на испански: Villa Clara) е селище в провинция Ентре Риос, североизточна Аржентина. Населението му е около 2 790 души (2010).
Разположено е на 59 метра надморска височина в Лаплатската низина, на 20 километра източно от град Вилягуай и на 58 километра западно от река Уругвай и границата с Уругвай. Селището е основано в края на XIX век от еврейски заселници от Европа и получава името на Клара Бишофсхайм, съпруга на барон Хирш, който подпомага финансово преселването им.

## Известни личности
Родени във Виля Клара
- Жозеф Кесел (1898 – 1979), френски писател